# رقاقس إيداهو
رقاقس إيداهو (الاسم العلمي: Androsace idahoensis) هو نوع من النباتات يتبع جنس الرقاقس من فصيلة الربيعية.